# گوشه (فارسان)
روستای گوشه، روستایی از توابع بخش جونقان در استان چهارمحال و بختیاری است.

## جمعیت
این روستا در دهستان جونقان قرار دارد و براساس سرشماری مرکز آمار ایران در سال ۱۳۸۵، جمعیت آن ۹۵۲ نفر (۲۲۷خانوار) بوده‌است.